# Zvonička v Bohousové
Zvonička v Bohousové, části obce Záchlumí v okrese Ústí nad Orlicí, je drobná dřevěná štenýřová stavba z 18. století. Dřevěná šestiboká zvonice je chráněná jako kulturní památka-

## Historie
Zvonička v Bohousové byla postavena z nedostatku finančních prostředků místo kostela. Přesné datum, kdy byla zvonička postavena, není známo, první písemná zmínka o ní je z roku 1770. Další zmínka pochází z roku 1816, kdy byl v její blízkosti postaven památník skončení napoleonských válek. V roce 1848 byly okolo ní vysázeny tři lípy, které zde rostou dodnes. V roce 1950, kdy bylo opláštění zvonice zcela shnilé, se rozhodla skupina místních občanů opravit zvoničku svépomocí, nejnutnější výdaje platil hasičský sbor. Zvon byl za obou světových válek dvakrát zrekvírován pro válečné účely. V roce 1983 byl pro zvoničku ulit zvon nový. Váží 40 kg a ladí tóninu D cis. Byl zavěšen bez posvěcení v roce 1985.